# División de Daca
Daca es una de las ocho divisiones administrativas de Bangladés. Su capital y mayor ciudad lleva el mismo nombre.
La división constituida antes de 2015 cubría un área de 31 051 km², y tenía una población de 47 424 418 en el censo de 2011. Sin embargo, después de la separación de la nueva División de Mymensingh en 2015, el área se ha reducido a 20 508,8 km² con una población en el censo de 2011 de 36 433 505.

## Geografía
Su territorio ocupa una superficie de 31 119 km², por lo que su extensión puede compararse con la de Bélgica o la de Galicia. Al norte de la división es Mymensingh, las divisiones de Barisal y Chittagong al sur, las divisiones de Sylhet y Chittagong al este y las divisiones de Rajshahi, Rangpur y Khulna al oeste.
Los ríos más importantes son el Ganges, el Brahmaputra, el Meghna y sus afluentes. El Madhupur y Bhawal Garhs están en la parte norte de Daca, en Gazipur, parte sur de Mymensingh y parte este de los distritos Tangail; las montañas Garo están en el distrito de Mymensingh.
La división administrativa de Daca consiste en diecisiete distritos llamados zilas.

## Datos
- Población: 38.678.000 (2000). Hombres 51,63%, mujeres 48,37%. Musulmanes 89,51%; hindúes 9,64%, cristianos 0,5%, budistas 0,03%, otros 0,32%.
- Instituciones religiosas: Mezquitas 44501, templos 5065, iglesias 234, tumbas 292 y pagodas 11.
- Zilas: Daca, Gazipur, Narsingdi, Manikganj, Munshiganj, Narayanganj, Kishoreganj, Tangail, Faridpur, Madaripur, Shariatpur, Rajbari y Gopalganj.

- Datos: Q330158
- Multimedia: Dhaka Division / Q330158